# Grube Anacker
Die Grube Anacker ist eine ehemalige Buntmetallerzgrube im Bensberger Erzrevier in Rösrath. Sie lag südlich von der Ortschaft Lüderich am Eingang in den Tunnel der Bahnstrecke Köln-Kalk–Overath in Hoffnungsthal.

## Geschichte
Die erste Mutung stammt vom 20. Dezember 1854 auf ein Blei- und Blendevorkommen in der Pfaffenheide bei Großeigen. Mehrfach wurden Mutungen am 6. September 1855, am 11. März 1856, am 18. August 1857 und am 11. Juni 1858 erneuert. Nach einer Feldesbesichtigung am 5. August 1858 und dem entsprechenden Bericht dazu vom 15. September 1858 wurde am 1. Oktober 1858 die Bergeigentumsurkunde über Blei-, Zink-, Kupfer- und Eisenerze für das Bergwerk Anacker ausgestellt. Es folgten einzelne Betriebsfristungen bis zum 1. Dezember 1862, die anschließend auf unbestimmte Zeit genehmigt wurden. Später wurde die AG Bergbau, Blei- und Zinkfabrikation zu Stolberg neuer Eigentümer. Über die dann folgenden Betriebstätigkeiten ist nichts bekannt.

## Der Bau der Eisenbahn
Bei den Bauarbeiten für die Aggertalbahn zwischen Hoffnungsthal und Overath musste man zwischen Klein-Eigen und Jexmühle einen 1086 Meter langen Tunnel bauen. Die Arbeiten begannen auf beiden Seiten am 11. Juli 1907. Dabei stellten sich viele nicht vorhergesehene Schwierigkeiten ein, so dass sich die Fertigstellung der Strecke verzögerte. Dies lag unter anderem daran, dass man mit brüchigem Gestein und immer wieder durchbrechendem Wasser zu kämpfen hatte. 
Bei den Bauarbeiten im Tunnel traf man eine Erzlagerstätte mit reichen Blendevorkommen an. Außerdem fanden sich Klüfte mit Spateisenstein, Schwefelkies, Kupferkies, Bleiglanz und Calcit-Kristalle.  Nachdem der Tunnel fertiggestellt war, ermutigte das zu weiteren Untersuchungsarbeiten in der Nähe dieser Lagerstätte. Nachdem man ein Sprengstoffmagazin in einem Stollen und über Tage die erforderlichen Gebäude für den künftigen Betrieb eingerichtet hatte,  begann man, einen Schacht abzuteufen. Im Jahr 1910 waren 19 Bergarbeiter beschäftigt, die den Schacht bis zur Teufe von 58 Meter niederbrachten. Bei 54 Meter Teufe wurde die erste Tiefbausohle in Höhe des benachbarten Eisenbahntunnels zwischen Hoffnungsthal und Honrath angesetzt. Ein Ausrichtungsquerschlag schloss in der Nähe des Tunnels einen mehrere Meter mächtigen Gang auf, der neben porösen Quarzmassen und geriebenem Sandstein, Spateisenstein und Kupferkies auch an vereinzelten Stellen Bleiglanz und Zinkblende führte. 1911 förderte man 116 t Zinkerze und 1,9 t Bleierze. Dabei schloss man auf einer bauwürdigen Strecke von etwa 60 Metern bis in die Nähe des Tunnels ein Lager mit Blende auf. Im Jahr 1912 arbeiteten dort 22 Personen, die jedoch keine Erzförderung erzielten. Sie waren damit beschäftigt, den Grubenbau weiter auszubauen, indem sie unter anderem eine Strecke 15 Meter über der ersten Tiefbausohle und über den Tunnel hinweg auffuhren. 1913 förderte man mit 24 Personen 138 t Zinkerze und 1914 mit neun Personen 34 t Zinkerze. Anschließend wurden die Strecke 10 Meter über dem Eisenbahntunnel mit Bergematerial versetzt, die Schächte verfüllt und die Tagesanlagen abgebrochen. Der Betrieb war damit eingestellt.